# Фёдор Корибутович
Фёдор Корибутович (около 1380—1442) — князь-магнат, сторонник великого князя литовского Свидригайло Ольгердовича. Князь кременецкий в 1432—1435 годах, подольский в 1432—1434 годах, князь Збаражский и Несвицкий с 1435 года.

## Биография
Происходил из знатного литовского княжеского рода Гедиминовичей и был сыном князя новгород-северского Корибута-Дмитрия Ольгердовича и Анастасии Олеговны, великой княжны рязанской.
В сентябре 1422 года князь Фёдор Корибутович участвовал в подписании мирного договора у озера Мельно между великим князем литовским Витовтом и Тевтонским орденом.
Во время гражданской войны в Великом княжестве Литовском между Свидригайло Ольгердовичем и Сигизмундом Кейстутовичем князь Фёдор Корибутович был активным сторонником первого.
В июне 1431 года принимал участие в подписании в Христмемеле соглашения великого князя литовского Свидригайло и руководством Тевтонского ордена.
В феврале 1432 года князь Фёдор Корибутович упоминается как староста подольский в грамоте войта из Братиана к великому магистру Тевтонского ордена.
В октябре 1432 года Фёдор Корибутович участвовал в подписании в Гродно унии между Польским королевством и Великим княжеством Литовским. Его подпись стояла после князей Александра и Ивана Владимировичей и Симеона Ивановича.
В январе 1433 года принимал участие в подписании в Троках акта унии великого князя литовского Сигизмунда Кейстутовича с Польшей, по условиям которой Подолье и Волынь переходили под власть польской короны. Его подпись стоит после князей Михаила Сигизмундовича, Олелько (Александра), Ивана и Андрея Владимировичей.
1 сентября 1435 года в битве под Вилькомиром князь Фёдор Корибутович сражался на стороне Свидригайло против великого князя литовского Сигизмунда Кейстутовича. Свидригайло потерпел сокрушительное поражение от польско-литовской армии. Князь Фёдор Корибутович, Иван Владимирович Бельский и большое количество других князей (всего 42 князя) попали в плен к Сигизмунду Кейстутовичу. Провел в тюремном заключении пять лет и был освобожден только в 1440 году после гибели Сигизмунда Кейстутовича, убитого заговорщиками. В том же году князь Фёдор Корибутович в составе делегации литовской знати участвовал во встрече на берегу реки Неман польского королевича Казимира, который стал новым великим князем литовским.
Традиция приписывает ему основания Винницы, Збаража и Вишневца. Умер в 1442 году.

## Семья и дети
Жена — Анастасия (фамилия неизвестна). Дети:
- Юрий (ум. 1467) — князь Несвицкий
- Василий (ум. 1463) — князь Збаражский (основатель рода Збаражских)
- Дмитрий
- Александр
- Анна
- Василиса
- Мария

Согласно другим источникам, это была семья его современника князя Федора Несвицкого, с которым его часто идентифицируют. Историками были найдены древние документы, в которых говорится, что все дети князя Корибута Дмитрия Ольгердовича, в том числе и Фёдор Корибутович умерли, не оставив после себя мужского потомства. Согласно мнению Юзефа Вольфа, именно князь Фёдор Несвицкий был родоначальником княжеских родов Збаражских и Вишневецких.

## Версия Польского биографического словаря
В источниках упоминается в 1422—1440 годах. Историки часто путают его с князем Фёдором Несвицким. Во время борьбы между Ягайло и Свидригайло Федор Корибутович поочередно находился в обоих лагерях. Входил в состав совета при великих князьях литовских Витовте, Свидригайло Ольгердовиче и Сигизмунде Кейстутовиче. 27 сентября 1422 года на озере Мельно вместе с другими литовскими князьями, вассалами Витовта, подписал мирный договор с Тевтонским орденом. 19 июня 1431 года на стороне великого князя литовского Свидригайло подписал договор с руководством Тевтонского ордена в Христмемеле. 8 февраля 1432 года войт из Братеан в письме из Волковыска к великому магистру пишет о князя Фёдоре Корибутовиче как о стороннике Свидригайло. Затем перешел на сторону Сигизмунда Кейстутовича и участвовал в подписании двух актов польско-литовской унии в Гродно (15 октября 1432) и Тракае (20 января 1433). Русские летописи указывают, что он не имел детей, а польские специалисты по генеалогии, в частности, Матей Стрыйковский, сообщают, что от князя Федора Корибутовича происходили князья Порыцкие, Воронецкие, Вишневецкие и Збаражские.
В 1911 году польский исследователь Юзеф Пузына выступил с гипотезой о его идентичности с князем Фёдором Несвицким, что вызвало горячую дискуссию. Главным оппонентом этой гипотезы был Владислав Семкович, который указывал на сфрагистические доказательства и документы поселения Лоська.